# Александар Петровић (учитељ)
Александар Т. Петровић (Студена, 1886 — Пирот, 1962) био је српски педагог, потпуковник, двоструки витез Карађорђеве звезде и синдикални борац.

## Биографија
Родом је из села Студена код Бабушнице. Отац Тодор Петровић из Студене, мајка Марија Глигоријевић из Стрелца, деда по мајци свештеник Коста Глигоријевић из Стрелца. Завршио је Гимназију у Пироту 1902, а Учитељску школу у Јагодини 1906. као први у колу код професора Сретена Аџића. Служио је као учитељ у Завоју, ваљевском Суводању, лужничком Камбелевцу и Костуру, Пироту, Куршумлији, Штипу и "Вежбаоници" елитној образовној установи пиротских основних школа. Израдио је нови модел школске рачунаљке приказан на Учитељском збору у Пироту и Цариброду 1922. године. Његов ученик, Бранислав Пејчић, потоњи председник општине Зајечар, сећа се да "био је строг, али добар и правичан учитељ. Захтевао је од нас да будемо добри, да не лажемо, не крадемо, да волимо своје родитеље, да поштујемо старије, да добро учимо. Сматрао је да све што дете треба да научи то мора да му пружи школа."
Учествовао је у Балканским ратовима (1912—1913), Првом светском рату (1914—1918) и Другом светском рату (1941—1945). Стеван Јаковљевић у трећем тому Српске трилогије, поглавље Црна река, пише о његовој ратној победи на овој реци, коју је извојевао као командир треће чете, четвртог батаљона, трећег пешадијског пука Моравске дивизије, одбивши наређење команданта пука и извршивши пробој којим је спречио опкољавање целог пука. Због тога је касније, после успешне одбране због одбијања наређења, на преком војном суду на Крфу одликован официрским орденом Карађорђеве звезде IV реда са мачевима. Другу Карађорђеву звезду му је у болници уручио лично регент Александар скинувши своју с груди. Носилац је и Албанске споменице, два Ордена белог орла с мачевима IV и V степена, Ордена југословенске круне III реда, сребрне и златне Медаље за храброст, као и највишег просветног Ордена Светог Саве IV реда. Крај рата дочекао је као делегирани официр при француским болницима и као командант привремене српске војне болнице у Сиди Абдалаху (Тунис 1918 - 1919). По повратку 1919 - 1920. био је ађутант команданта Пиротског војног округа.
Као члан Главног одбора Удружења учитеља у Краљевини Југославији, председник Удружења учитеља Пирота, председник Учитељске кредитне задруге, одборник Црвеног крста и Народне одбране залагао се за очување сећања на учитеље погинуле у ослободилачким ратовима, као и на помоћи удовицама и ратној сирочади. Због тог рада, а и као пријатељ Драгољуба Јовановића, био је изложен притисцима у првој, а потом и другој Југославији. На почетку Другог светског рата као потпуковник покушао је са својом јединицом пробој ка Јадранском мору, али је опкољен код Сарајева и одведен у немачки логор Биберах на Рису (Oflag V-B)у коме је провео четири године јер није прихватио да се изјасни као "Бугарин" да би био пуштен. У њему је заједно с Миланом Богдановићем и групом официра у августу 1942. написао "Одговор немачком официру о ставу југословенских официра" у коме је јасно изразио свој антифашистички став. У Југославију се вратио јуна 1945. у групи коју је предводио ђенерал Живко Станисављевић. Супруга Даница (ћерка трговца Сотира Митковића, сестра Николе Митковића, фотографа и председника пиротске општине, и др Ристе Митковића, писца и доцента на Медицинском факултету Универзитета у Женеви), такође у тешким условима одбијајући да прихвати лажни бугарски идентитет, преминула је од исцрпљености два дана пре његовог повратка.
На првим послератним изборима 1945. јавно је одбио да гласа с образложењем да "нема за кога".
До пензије је радио у Тијабарској основној школи и као професор математике у Пиротској гимназији борећи се да оствари елементарна социјална права и школује четворо деце (Вукица, Смиљка, Живота и Љиљана). Сахрани је присуствовало преко хиљаду Пироћанаца што је допринело да комунистичка власт брзо сруши његову породичну кућу која се налазила на месту данашњег хотела Пирот.
Написао је два још увек необјављена списа: "Историја Пирота" и "О васпитању у породици и школи после Првог светског рата" где између осталог 1920. пише да "Наше време рачунамо од Првог светског рата. Његова одлика:је да нико не влада собом... Додуше, кроз сва времена и код свих народа слободна мисао била је гоњена."
Поводом једног века од избијања Првог светског рата и 115. година од оснивања Учитељске школе, на Педагошком факултету у Јагодини откривена му је 9. априла 2014. спомен биста, рад академског вајара Ивана Марковића. Том приликом премијерно је изведена драма Сан Црне реке Александра Ж. Петровића чији су стихови И све што мислимо да нам сада вене / родиће се ново у слави вечне пене урезани у стену оникса постављену поред бисте.